# Цоліч
Цоліч (рум. Țolici) — село у повіті Нямц в Румунії. Входить до складу комуни Петрікань.
Село розташоване на відстані 299 км на північ від Бухареста, 22 км на північ від П'ятра-Нямца, 86 км на захід від Ясс.

## Населення
За даними перепису населення 2002 року у селі проживали 1584 особи, з них 1583 особи (99,9%) румунів. Усі жителі села рідною мовою назвали румунську.